# Convention des Nations unies sur le droit de la mer

Les zones maritimes du droit international de la mer.

La Convention des Nations unies sur le droit de la mer (CNUDM, ou UNCLOS pour United Nations Convention on the Law of the Sea) est créée en vertu de la résolution 3067 (XXVIII) adoptée par l'Assemblée générale de l'Organisation des Nations unies (ONU) le 16 novembre 1994. Elle peut contribuer à l'application de l'Objectif de développement durable no 14 : vie aquatique établi par l'ONU pour l'Agenda 2030 en 2015.

## 1reConférence, 1956: CNUDM I

Pays ayant signé et ratifié
Pays ayant signé, mais non ratifié
Pays n'ayant pas signé

| Milles marins | Nombre d'États |
| ------------- | -------------- |
| Limite de 3   | 27             |
| Limite de 4   | 3              |
| Limite de 5   | 1              |
| Limite de 6   | 16             |
| Limite de 9   | 1              |
| Limite de 10  | 2              |
| Limite de 12  | 34             |
| Plus de 12    | 9              |
| Non spécifié  | 11             |

En 1956, l'Organisation des Nations unies tient sa première conférence sur le droit de la mer (CNUDM I ou UNCLOS I) à Genève, en Suisse. La CNUDM I donne lieu à quatre traités conclus en 1958 :
- Convention sur la mer territoriale et la zone contiguë, entrée en vigueur le 10 septembre 1964[2] ;
- Convention sur la haute mer, du 29 avril 1958 qui codifie les règles de droit international concernant la haute mer, entrée en vigueur le 30 septembre 1962[3] ;
- Convention sur le plateau continental, entrée en vigueur le 10 juin 1964[4] ;
- Convention sur la pêche et la conservation des ressources biologiques de la haute mer, entrée en vigueur le 20 mars 1966[5].

Bien que la CNUDM I ait été considérée comme un succès, elle a laissé ouverte la question importante de la largeur des eaux territoriales.

## 2eConférence, 1960: CNUDM II
En 1960, l'Organisation des Nations unies a tenu la deuxième Conférence sur le droit de la mer (« CNUDM II »). Toutefois, la conférence de Genève de six semaines n'a pas entraîné de nouveaux accords.

## 3eConférence, 1973-1982: CNUDM III
La troisième conférence des Nations unies sur le droit de la mer s'est réunie pour la première fois à New York en décembre 1973. Ses travaux se sont achevés à Montego Bay (Jamaïque) par la signature le 10 décembre 1982 de la Convention des Nations unies sur le droit de la mer (CNUDM).
Cette convention est entrée en vigueur le 16 novembre 1994, après ratification du 60e État. La Communauté européenne ratifie la Convention en 1998. Parmi les membres de l'ONU n'ayant pas ratifié la Convention se trouvent les États-Unis, le Pérou, Israël, la Syrie, la Turquie, le Kazakhstan, le Venezuela et l'Érythrée.
La Convention précise un certain nombre de notions apparues dans le droit coutumier sur les frontières maritimes, comme :
- la mer territoriale ;
- la zone économique exclusive ;
- le plateau continental.

Elle définit en outre les principes généraux de l'exploitation des ressources de la mer (ressources vivantes, ressources du sol et du sous-sol).
Elle a aussi créé le Tribunal international du droit de la mer, « compétent pour connaître les différends relatifs au droit de la mer », mais non exclusivement chargé de régler ces différends.
Saisi par des États insulaires, il a rendu un avis en 2024 sur les obligations en matière de bouleversement du climat. La juridiction reconnaît l’obligation pour les États de réduire leurs émissions de gaz à effet de serre afin de protéger l’environnement marin des méfaits du changement climatique. Si la convention ne comporte pas de disposition spécifique sur le climat, il n'en demeure pas moins que les émissions de gaz à effet de serre constituent une pollution pour l’environnement marin, celui-ci étant protégé par la Convention. 
L'application de la CNUDM est suivie par des réunions périodiques des États parties à la Convention ; la XVIIe réunion s'est tenue à New York en juin 2007.

## Traité sur la Haute-Mer: BBNJ
Le Traité des Nations Unies sur la haute mer ou « Traité sur la biodiversité au-delà de la juridiction nationale » (en anglais Biodiversity Beyond National Jurisdiction treaty, d'où l'acronyme « BBNJ ») est un instrument juridique contraignant visant à « la conservation et l'utilisation durable de la diversité biologique marine dans les zones situées au-delà de la juridiction nationale », c'est-à-dire y compris dans les eaux internationales. Après cinq sessions de travail entre 2018 et 2023, le texte a été finalisé lors d'une conférence intergouvernementale à l'ONU (à New York) le 4 mars 2023 et adopté le 19 juin 2023.

### Aspects juridiques
(Droit maritime) et éthiques
- Frontière maritime
- Droit de la mer
- Droit minier
- Traité international sur les ressources phytogénétiques pour l'alimentation et l'agriculture
- Étude d'impact
- Mesure conservatoire (droit de l'environnement)
- Compensation écologique
- Droit de passage inoffensif

### Autorités et tribunaux arbitraux
- Tribunal international du droit de la mer (TIDM/ITLOS)
- Cour internationale de justice (CIJ)
- Autorité internationale des fonds marins

### Aspects éthiques
- Éthique de l'environnement
- Équité (pour l'accès aux ressources)
- Équité intergénérationnelle
- Res communis

### Annexe
- Organisation des Nations unies, « Convention des Nations unies sur le droit de la mer », Recueil des Traités, vol. 1834, no 31363,‎ 1994 (lire en ligne [PDF], consulté le 2 juin 2020).
- Organisation des Nations unies, « Convention sur la mer territoriale et la zone contiguë », Recueil des Traités, Genève, vol. 516,‎ 29 avril 1958, p. 205 (lire en ligne [PDF], consulté le 2 juin 2020).
- Organisation des Nations unies, « Convention sur la haute mer », Recueil des Traités, Genève, vol. 450,‎ 29 avril 1958, p. 82 (lire en ligne [PDF], consulté le 2 juin 2020).
- Organisation des Nations unies, « Convention sur le plateau continental », Recueil des Traités, Genève, vol. 499,‎ 29 avril 1958, p. 311 (lire en ligne [PDF], consulté le 2 juin 2020).
- Organisation des Nations unies, « Convention sur la pêche et la conservation des ressources biologiques de la haute mer », Recueil des Traités, Genève, vol. 559,‎ 29 avril 1958, p. 285 (lire en ligne [PDF], consulté le 2 juin 2020).